# Usporedba monetarističkog i keynesijanskog gledišta
Razlike izmađu monetarističke i kejnesijanske makroekonomije
Monetaristi naglašavaju presudnu ulogu ponude novca u određivanju agregatne potražnje dok kejnezijanci vjeruju da na ekonomiju utječe niz varijabla, uključujući novac. Monetaristi kažu: "Samo je novac važan",a makroekonomisti glavne struje kažu: "Novac je važan, ali je važna i fiskalna politika."
Druga se razlika vrti oko agregatne ponude, gdje kejnesijanski ekonomisti naglašavaju da je krivulja AS relativno vodoravna na kratak rok pri niskom BDP-u, dok monetaristi drže da su cijene i plaće relativno flaksibilne, tako da je kratkoročna AS krivulja gotovo okomita. 
Po monetaristima, promjene AD uglavnom utječu na cijene; po ekonomistima glavne struje, promjene AD utječu na cijene i na proizvodnju, barem na kratki rok.